# کالو ریورو
کالو ریوِرو (اسپانیایی: Calu Rivero‎؛ زادهٔ ۵ آوریل ۱۹۸۷) بازیگر، مدل، دی‌جی و طراح اهل آرژانتین است. وی از سال ۲۰۰۶ میلادی تاکنون مشغول فعالیت بوده‌است.
از فیلم‌هایی که وی در آن‌ها نقش داشته است، می‌توان به رساله‌ای دربارهٔ یک قتل اشاره نمود.